# 三宮義胤

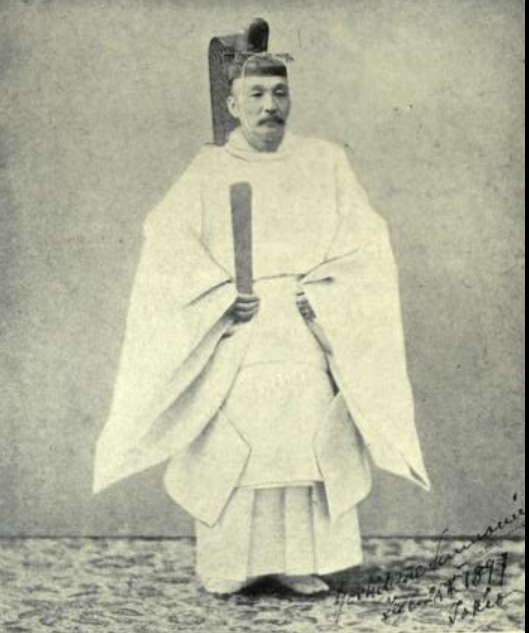
三宮義胤

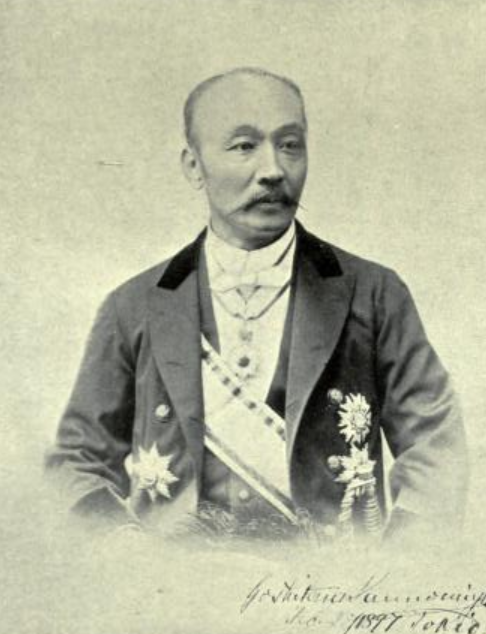
洋装の義胤

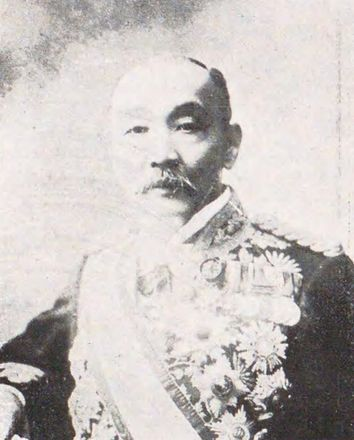
三宮義胤

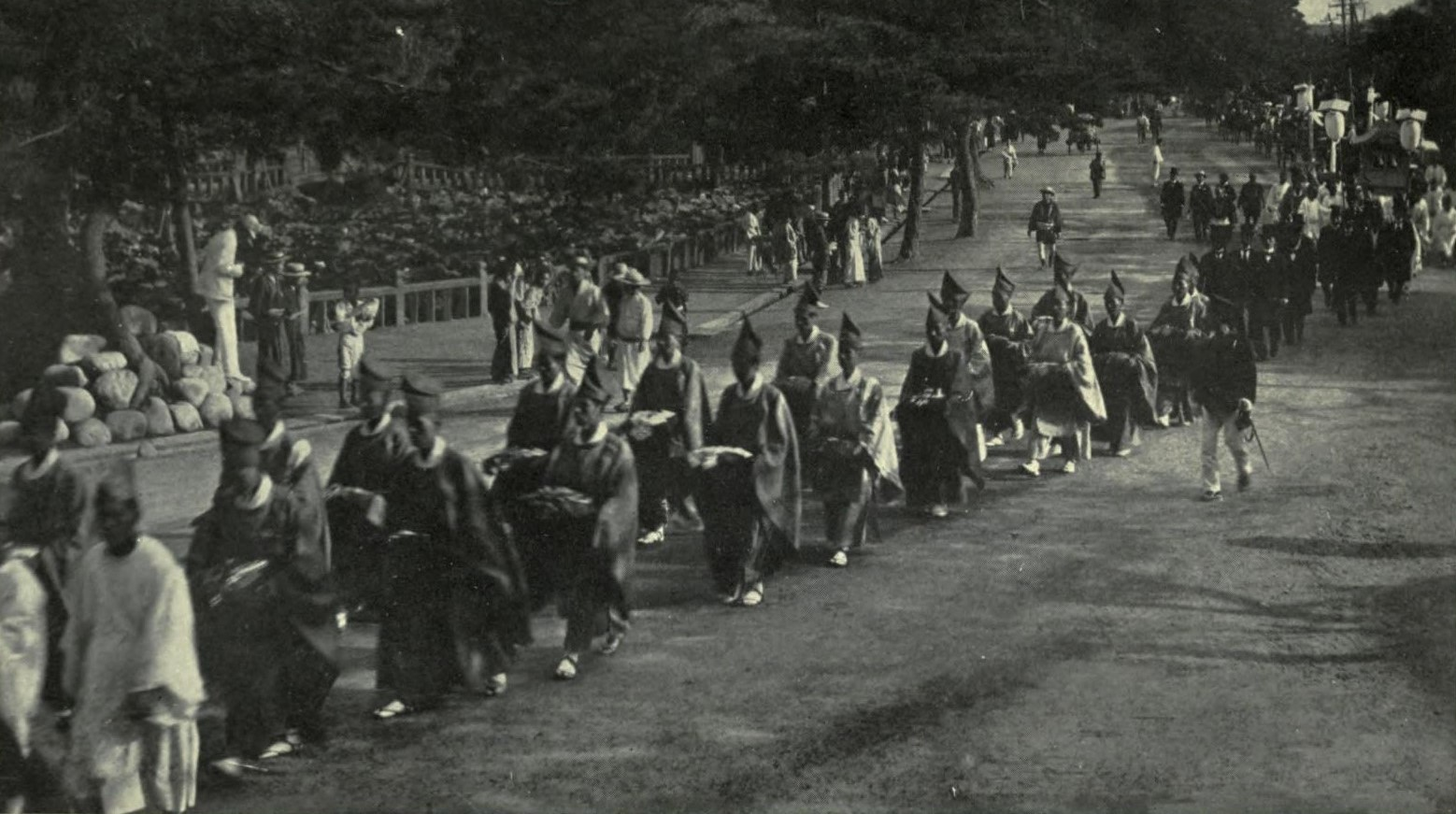
義胤の葬儀

三宮 義胤（さんのみや よしたね、1844年2月12日（天保14年12月24日） - 1905年（明治38年）8月14日）は、幕末の尊王攘夷派活動家で、明治期の外務官僚・宮内官僚。華族（男爵）に列した。幕末期には「三上兵部」と名乗った。

## 生涯
近江国志賀郡真野浜村（現：滋賀県大津市）に、真宗正源寺住職・三上円海の長男として生まれる。
幕末の動乱期には尊王攘夷派活動家（志士）として国事に奔走。岩倉具視らと交流を持ち王政復古運動に参加した。慶応3年（1867年）には高野山で挙兵。戊辰戦争では各地に転戦し、功績があった。明治2年（1869年）には賞典禄として50石が与えられた。
兵部省に勤務したのち、明治3年（1870年）には東伏見宮彰仁親王（のちの小松宮）の英国留学に随行する。明治10年（1877年）、外務省に移って駐ドイツ日本公使館に勤務し、明治13年（1880年）に帰国した。
明治16年（1883年）宮内省に転じ、要職を歴任。明治17年（1884年）小松宮彰仁親王の随行として渡欧した際に妻と知り合い結婚（後述）。明治28年（1889年）に式部長に昇る。日清戦争で大本営附となったことが功とされ、1896年（明治29年）6月に男爵を授けられた。
明治38年8月14日薨去。享年61歳。墓所は文京区の護国寺と故郷の正源寺墓地にある。

## 官歴等
- 1883年（明治16年） - 宮内省入省
- 1884年（明治17年）5月16日 - 任 宮内権大書記官[6]
- 1885年（明治18年）6月3日 - 任 宮内大書記官 兼 式部官[7]
- 1886年（明治19年）
  - 2月5日 - 任 宮内書記官 兼 皇后宮亮[8]
  - 3月2日 - 兼任 小松宮別当[9]
- 1887年（明治20年）12月13日 - 調度局長 兼任[10]
- 1888年（明治21年）
  - 5月16日 - 任 主殿頭 兼 宮内書記官外事課長 兼 皇后宮亮式部官 兼 調度局長、勅任官二等、賜下級俸[11]
  - 6月10日 - 賜上級俸[12]
  - 12月28日 - 兼 調度局長 免官[13]
- 1889年（明治22年）2月15日 - 免 臨時大膳職勤務[14]
  - 7月23日 - 任 式部次長 兼 皇后宮亮 兼補 外事課長、叙勅任官二等、賜三級俸、帝室制度取調委員[15]
- 1895年（明治28年）
  - 7月23日 - 任 式部長[16]
  - 11月5日 - 故 近衛師団長能久親王葬儀掛長[17]
- 1903年（明治36年）2月18日 - 故 元帥彰仁親王葬儀掛長[18]

## 栄典
位階
- 1884年（明治17年）6月30日 - 正六位[19]
- 1885年（明治18年）9月16日 - 従五位[20]
- 1886年（明治19年）
  - 7月8日 - 正五位[21]
  - 10月28日 - 従四位[22]
- 1891年（明治24年）12月16日 - 正四位[23]
- 1896年（明治29年）12月21日 - 従三位[24]
- 1904年（明治37年）7月30日 - 正三位[25]
- 1905年（明治38年）8月12日 - 従二位[26]

勲章等
- 1882年（明治15年）12月29日 - 勲五等双光旭日章
- 1888年（明治21年）5月29日 - 勲三等旭日中綬章[27]
- 1889年（明治22年）11月25日 - 大日本帝国憲法発布記念章[28]
- 1895年（明治28年）
  - 6月21日 - 勲二等瑞宝章[29]
  - 11月18日 - 明治二十七八年従軍記章[30]
  - 12月4日 - 勲一等瑞宝章[31]
- 1890年（明治23年）5月22日 - 日本赤十字社特別社員章[32]
- 1896年（明治29年）6月5日 - 男爵[33]
- 1903年（明治36年）12月26日 - 旭日大綬章[34]

外国勲章佩用允許
- 1885年（明治18年）
  - 2月17日 - メクレンブルク＝シュヴェリーン大公国：クライフェン勲章コントエアクロイツ
  - 5月25日 – スウェーデン＝ノルウェー連合王国：ワァーサ第二等乙級勲章[35]
- 1887年（明治20年）12月9日
  - ロシア帝国：神聖スタニスラス第一等勲章[36]
  - ドイツ帝国：赤鷲第二等勲章[36]
  - デンマーク王国：第二等ダンネブロ勲章[36]
  - イギリス王国：銀製ヂュビリー記章[36]
  - オーストリア帝国：フランツジョゼフ第二等勲章[37]
  - イタリア王国：グランドフィシアルデルオルディネデラコロンナデイタリヤ勲章[37]
  - オスマン帝国：美治慈恵第一等勲章[37]
  - タイ王国：第二等タイ王冠勲章[37]
- 1892年（明治25年）7月26日 - ハワイ王国：王冠第一等勲章[38]
- 1893年（明治26年）
  - 7月11日
    - 安南帝国：竜星第二等勲章[39]
    - オスマン帝国：救難章[39]

  - 9月20日 - オーストリア＝ハンガリー帝国：フランソワジョゼフ第一等勲章[40]
- 1894年（明治27年）8月8日 - タイ王国：第一等タイ王冠勲章[41]
- 1895年（明治28年）
  - 2月12日 - バイエルン王国：ハイリケミツパエル第一等勲章[42]
  - 8月17日 - メクレンブルク＝シュヴェリーン大公国：グライフェン第一等勲章[43]
- 1902年（明治35年）
  - 10月13日
    - イタリア王国：サンモーリスエラザル第一等勲章[44]
    - ロシア帝国：白鷲勲章[44]
    - フランス共和国：レジオンドヌール勲章グラントフィシエ[44]

  - 10月28日
    - イギリス王国：皇帝皇后両陛下戴冠記念章[44]
    - スペイン王国：シャールトロワー第一等勲章[44]

  - 12月26日 - ベルギー王国：レオポール第一等勲章[45]
- 1905年（明治38年）3月22日 - 大韓帝国：勲一等大極大綬章[46]

## 家族・親族
妻は、英国キングストン・アポン・ハルの生地商ウィリアム・レイノア（William Raynor）の娘、アレシーア(Alethea Raynor, 1846 - 1919)で、日本名を八重野と称した。アーネスト・サトウは、アレシアを下宿屋の娘としている。1874年にロンドンのハムステッドの教会で蜂須賀茂韶や岩倉具経を立会人に結婚し、1880年に夫に伴い来日。日本では、皇族の妃や華族の女性たちに、西洋の服装や社交上の慣習を助言する役割を果たした。
養子として桂秀馬の二男・錫馬を迎え、義胤の死後は錫馬が家督を継いだ。1919年（大正8年）に錫馬が没すると、錫馬の妹の絲（いと）が戸主となったが、女戸主のために1920年（大正9年）に爵位を返上した。なお、絲はそののち古市公威の六男・周六を婿に迎えている。
庶子の三上大一郎は時事新報記者を務めた。金田一春彦の妻・珠江の父である。